# Torneig d'Històrics del Vallès Oriental
El Torneig d'Històrics del Vallès Oriental és un torneig amistós de futbol iniciat l'any 2011 que pretén establir-se com a referent del futbol modest d'estiu al Vallès Oriental —a imatge del Torneig d'Històrics del Futbol Català celebrat a Barcelona— organitzant el campionat cada any a un municipi diferent. El torneig reuneix els clubs amb més història de la comarca i fou impulsat en el seu inici pel Futbol Club Cardedeu.
Entre les edicions de 2011 a 2016, hi han participat 6 clubs que es van distribuir en 2 grups de 3 equips. Els equips de cadascun d'aquests grups juguen un partit triangular entre ells en un mateix dia. Els 2 guanyadors de cada triangular juguen directament la final del campionat en un partit normal de 90 minuts. A partir de l'edició del 2017, es van afegir dos nous equips: UE Sant Celoni i el CF Mollet UE. El format es va modificar fent uns quarts de final entre els 8 equips essent 3 dels 4 caps de sèrie aquells equips en competició més alta i el 4t cap de sèrie el campió de l'edició anterior. Així mateix s'ha creat la competició de consolació per als 4 equips que perden el partit de quarts de final. En l'edició de 2017, es va assignar la seu principal, la seu de Mollet, per jugar 2 quarts de final, les 2 semifinal pel títol i les 2 finals, la de consolació i la final pel títol. La seu secundària pel 2017 va ser la de FC Cardedeu, on es van jugar 2 quarts de final i les semifinals de consolació.
El mateix any 2017, es van fer els sorteigs de les seus i subseus per als 7 anys vinents de torneig. L'edició de 2018 va acabar amb polèmica després que en semifinals l'equip de CF Vilanova es retirés del partit per no estar d'acord amb l'expulsió d'un jugador del seu equip. Així i tot, l'organització va decidir permetre mantenir el resultat i fer-lo passar a la final sense continuar el partit, deixant al CF Mollet fora del torneig immerescudament. A l'edició de 2019, el CF Mollet UE deixa de participar en el torneig.

## Edicions

### 2011
El primer torneig fou organitzat pel Futbol Club Cardedeu. Es disputà a finals d'agost del 2011 al camp municipal de futbol d'aquesta població. Hi participaren 6 clubs repartits en dos grups de 3 equips que s'enfrontaren en eliminatòries triangulars (tres partits de 45 minuts). Els vencedors de cada grup s'enfrontaren directament a la final en un partit de 90 minuts. L'Esport Club Granollers es proclamà campió de la primera edició del torneig.

### 2012
El segon torneig fou organitzat pel Club Futbol Vilanova del Vallès. Es disputà a finals d'agost del 2012 al camp municipal de futbol d'aquesta població. Hi participaren 6 clubs repartits en dos grups de 3 equips que s'enfrontaren en eliminatòries triangulars (tres partits de 45 minuts). Els vencedors de cada grup s'enfrontaren directament a la final en un partit de 90 minuts. El Futbol Club Cardedeu es proclamà campió de la segona edició del torneig.

### 2013
El tercer torneig fou organitzat per l'Esport Club Granollers coincidint amb l'any del seu centenari. Es disputà a finals d'agost del 2013 al camp municipal de futbol d'aquesta població. Hi participaren 6 clubs repartits en dos grups de 3 equips que s'enfrontaren en eliminatòries triangulars (tres partits de 45 minuts). Els vencedors de cada grup s'enfrontaren directament a la final en un partit de 90 minuts. L'Esport Club Granollers es proclamà campió de la tercera edició del torneig.

### 2015
El cinquè torneig fou organitzat pel Club de Futbol Vilamajor. Es disputà a finals d'agost del 2015 al camp municipal de futbol d'aquesta població. Hi participaren 6 clubs repartits en dos grups de 3 equips que s'enfrontaren en eliminatòries triangulars (tres partits de 45 minuts). Els vencedors de cada grup s'enfrontaren directament a la final en un partit de 90 minuts, mentre que els dos perdedors de cada grup disputaren les places de consolació, també en partits de 90 minuts. L'Esport Club Granollers jugà l'edició d'enguany amb el juvenil per estar el primer equip disputant la lliga de Tercera Divisió. El Futbol Club Cardedeu es proclamà campió de la cinquena edició del torneig.

### 2017
El setè torneig fou organitzat pel Club de Futbol Mollet i com a subseu el FC Cardedeu. El torneig es va disputar a finals del 2017 entre dos seus: Mollet i Cardedeu. al camp municipal de futbol d'aquesta població com a seu principal Mollet i com a seu secundària Cardedeu. En aquesta edició es van afegir dos clubs nous respecte a les anteriors edicions: UE Sant Celoni i CF Mollet UE. La seu de Mollet va ser escollida com a seu principal a raó de ser Mollet Ciutat Europea de l'esport 2017 Arxivat 2017-10-15 a Wayback Machine.. A la seu de Mollet es van jugar 2 quarts de final, les semifinals pel títol i les dos finals: final de consolació i final pel títol. A la subseu, Cardedeu es van jugar 2 quarts de final i les semifinals de consolació. En aquesta edició el format s'ha modificat a 4 enfrontaments directes com a quarts de final. El 4 caps de sèrie es van escollir: els 3 equips amb més categoria a la competició de la FCF i el 4t equip, el campió de l'edició anterior que en aquest cas va ser el CF Montmelo UE. Els vencedors del quarts de final pasen a jugar les semifinals pel títol a Mollet i els perdedor juguen les semifinals de consolació a Cardedeu. Els partits tenen una duració de 90 minuts. L'Esport Club Granollers jugà l'edició d'enguany amb el juvenil per estar el primer equip disputant la lliga de Tercera Divisió. El CF Vilanova es proclamà campió de la setena del torneig, subcampió el CF Mollet UE; i el campió de consolació el CF Vilamajor i el finalista UE Sant Celoni.